# هجوم بامبا
وقع هجوم بامبا في 6 أبريل 2020 أثناء الصراع في شمال مالي.

## الهجوم
هاجم الجهاديين في صباح يوم 6 أبريل 2020 معسكر بامبا العسكري في دوار بوريم (منطقة جاو). وصل المهاجمين بالسيارات والدراجات النارية وهاجموا الجنود الماليين المتحصنين في منطقة تم تحويلها إلى معسكر للجيش. قام الجهاديين بتدمير وتجميع المعدات العسكرية، ثم الانسحاب. وبحسب قناة الجزيرة، تم «التصدي» للمهاجمين خلال الهجوم «الإرهابي» في ساعة مبكرة من صباح يوم الاثنين، حسبما قالت الحكومة في بيان، دون تحديد الجماعة التي ربما تكون ضالعة في الهجوم. في السنوات القليلة الماضية، تكبد الجيش المالي خسائر فادحة في صفوف الجماعات المسلحة المختلفة في المنطقة المرتبطة بتنظيمي القاعدة وداعش. وشهدت مالي قدرًا هائلاً من العنف في السنوات الأخيرة، ويأتي هذا الهجوم على الرغم من محاولات تنشيط الحياة السياسية في البلاد على أمل وقف إراقة الدماء.
وقال أحد سكان بامبا، الذي طلب عدم ذكر اسمه لوكالة الأنباء الفرنسية، إن هناك مسلحين كانوا يركبون دراجات نارية حول القرى المجاورة منذ يوم الأحد قبل أن يتجمعوا ويشنوا الهجوم. قال الساكن: «رأينا 23 جثة على الفور»، واصفًا ما رأوه في أعقاب الهجوم. كما ذكر الساكن أن المقاتلين دمروا المخيم وسرقوا المعدات. قال المتحدث باسم الحكومة: «لم يصب أي مدني، كانت هذه عملية ضد المخيم».
وأعلنت جماعة نصرة الإسلام والمسلمين مسؤوليتها عن الهجوم في 10 أبريل.
وبحسب البيان، فإن التعزيزات التي تم إرسالها إلى المنطقة مكنت الجيش من استعادة السيارات التي اخذتها جماعة نصرة الإسلام و المسلمين، وكما قال طاقم القوات المسلحة المالية، «أصبح الموقع منذ ذلك الحين تحت السيطرة». بينما تدين الحكومة بشدة هذا الهجوم الجبان الذي لا يعد ولا يحصى من قبل الإرهابيين، لتحيي شجاعة وتصميم جنودنا البواسل الذين قاتلوا لصد هذا الهجوم بتصريح «واصلت الحكومة التي كانت ترغب في طمأنة الجميع وقد تم اتخاذ تدابير أمنية لإعادة الهدوء إلى جميع أنحاء التراب الوطني الميلي».
أفادت مصادر محلية بأن القتال كان عنيفًا واضطر جنود ماليون إلى مغادرة الموقع لبعض الوقت لأيدي المهاجمين الذين أتوا بأعداد كبيرة. مجهزة تجهيزا كبيرا. واستمر الهجوم لعدة ساعات، وبحسب المصادر ذاتها، نقلت وسائل إعلام محلية ودولية، إن بعد ساعات من القتال، واصل مسلحون مجهولون التحرك في أنحاء المنطقة.

## الخسائر
في نفس يوم الهجوم، أفاد المسؤولين المنتخبون بمقتل 20 شخصًا على الأقل في صفوف الجيش المالي لوكالة فرانس برس. لم يُقتل أي مدني. في اليوم التالي، أعلنت الحكومة المالية أن خسائر الهجوم 25 قتيلاً وستة جرحى من جانب الجيش، وأكدت أنه تم «قتل» حوالي عشرة مهاجمين. من الجانب الآخر، زعمت جماعة نصرة الإسلام والمسلمين في بيان صحفي أنها «قتلت» على حوالي 30 جنديًا.
إصابة القيادي الجهادي أبو يحيى الجيزاري خليفة جمال عكاشة الملقب بيحيى أبو الحمامان بجروح خطيرة وموته في نهاية أبريل 2020.